# منتخب الكويت لكرة السلة على الكراسي المتحركة للرجال
منتخب الكويت لكرة السلة على الكراسي المتحركة للرجال هو ممثل الكويت الرسمي في المنافسات الدولية في كرة السلة على الكراسي المتحركة .